# Frank Hopkins

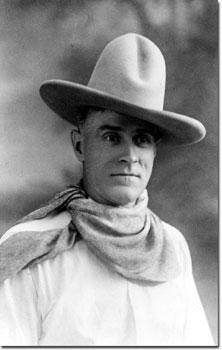
Frank Hopkins (ca. 1905)

Frank Hopkins (1865–1951) – amerykański kowboj, jeździec i działacz na rzecz ochrony mustangów.
Hopkins wygrał ponad 400 wyścigów konnych. Startował także w legendarnym wyścigu konnym o długości 3000 mil, który jak się powszechnie uważa wygrał na Półwyspie Arabskim w 1890. Tę historię opowiada film z 2004 Hidalgo. Niektórzy uważają, że fakty na temat Hopkinsa zostały w filmie źle przedstawione, a nawet wymyślone łącznie z całym wyścigiem.
Frank Hopkins został pochowany na Lutheran All Faiths Cemetery w Middle Village, Queens County, New York City.